# Рязанов Юрій Павлович
Ю́рій Па́влович Ряза́нов — старший солдат Збройних сил України, загинув у ході російського вторгнення в Україну.

## Нагороди
- орден «За мужність» III ступеня (2022, посмертно) — за особисту мужність під час виконання бойових завдань, самовіддані дії, виявлені у захисті державного суверенітету та територіальної цілісності України, вірність військовій присязі.